# Ifs (Calvados)
Ifs ist eine französische Gemeinde mit 11.868 Einwohnern (Stand 1. Januar 2022) im Département Calvados in der Region Normandie. Sie gehört zum Arrondissement Caen. Die Einwohner werden als Ifois(es) bezeichnet.

## Geografie
Ifs liegt fünf Kilometer südlich von Caen und grenzt direkt südlich an das Stadtgebiet. Die Gemeinde liegt am Kreuzungspunkt der N814 und der N158.
Umgeben wird Ifs von Caen im Norden, Cormelles-le-Royal im Nordosten, Soliers im Osten, Castine-en-Plaine mit Hubert-Folie im Südosten, Saint-Martin-de-May im Süden sowie Fleury-sur-Orne in westlicher Richtung.

## Geschichte
Das Gebiet der Gemeinde Ifs war schon im 5. Jahrhundert vor Christus besiedelt. Grabungen aus dem Jahr 1982 förderten zudem gallo-römische Gebäude zutage. Eine erste urkundliche Erwähnung stammt aus dem Jahr 1070. 1077 wird die Pfarrei als Schenkung an das Kloster St-Étienne de Caen erwähnt.

### Bevölkerungsentwicklung
| Jahr                             | 1793 | 1836 | 1876 | 1926 | 1946 | 1968  | 1990  | 2016   | 2021   |
| Einwohner                        | 719  | 741  | 682  | 634  | 770  | 2.681 | 6.974 | 11.768 | 11.981 |
| Quelle: Cassini, EHESS und INSEE |      |      |      |      |      |       |       |        |        |

## Verkehr
Die Gemeinde ist über die Tramway de Caen mit der nahen Stadt verbunden.

## Sehenswürdigkeiten

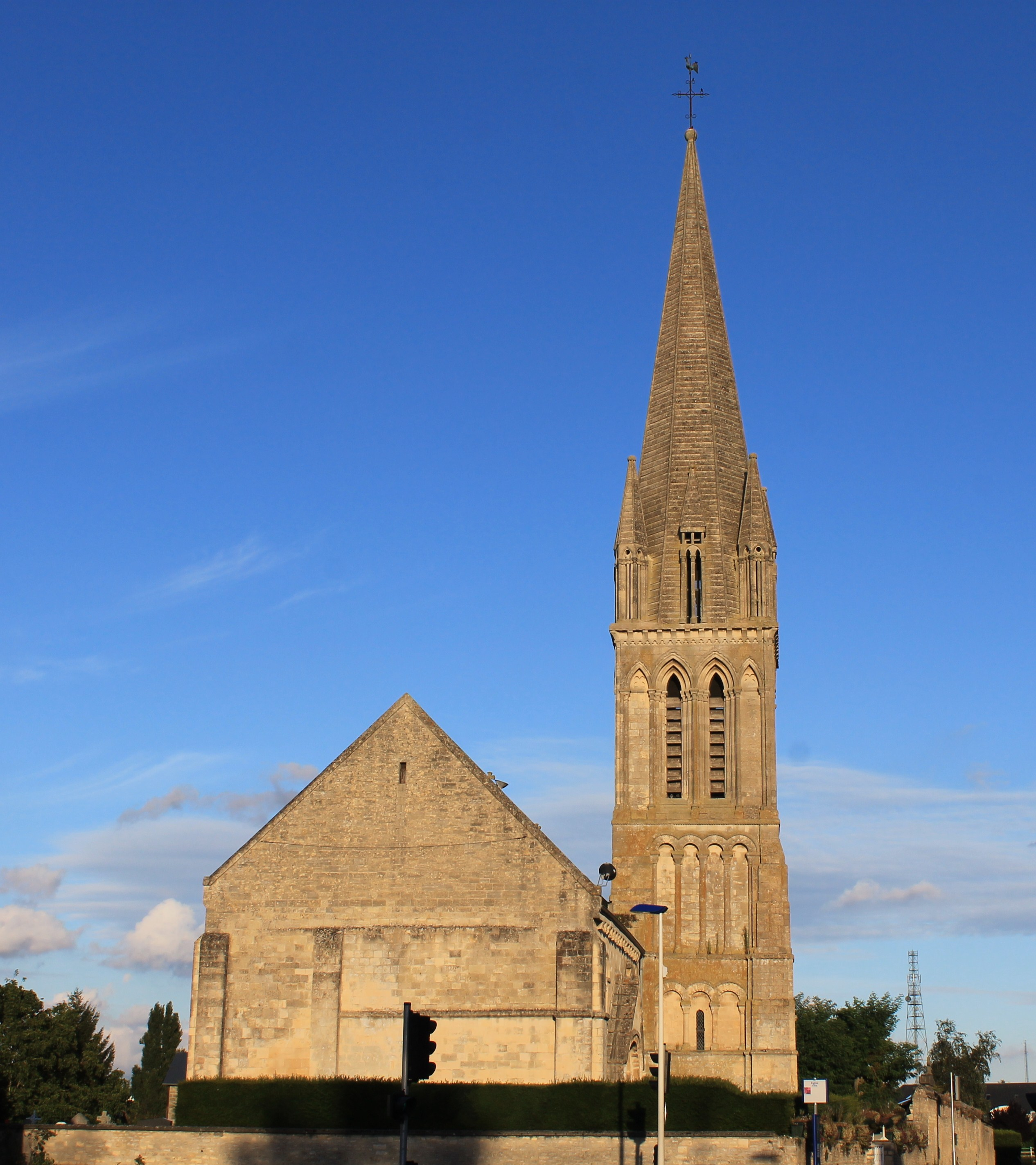
Kirche Saint-André

- Kirche Saint-André aus dem 12./13. Jahrhundert, seit 1946 Monument historique[3]
- Rathaus, untergebracht in einem ehemaligen Bauernhof aus dem 17./18. Jahrhundert; Monument historique seit 1979[4]
- Nekropole aus der Hallstattzeit

## Persönlichkeiten
- Sabine Devieilhe (* 1985), Sopranistin
- Robert Tournières (1667–1752), französischer Maler[5]